# Spencer (Iowa)
Spencer település az Amerikai Egyesült Államok Iowa államában, Clay megyében, melynek megyeszékhelye is. Lakosainak száma 11 325 fő (2020. április 1.).

## Népesség
A település népességének változása:

| 2010 | 11 233 |
| 2020 | 11 325 |